# Farmington (Missouri)
Farmington ist eine City mit 18.217 Einwohnern (Stand 2020) im US-Bundesstaat Missouri.
Sie liegt 96 km südwestlich von St. Louis, 96 km nordwestlich von Cape Girardeau, 108 km westlich von Carbondale, und 180 km nordwestlich von Paducah in deren Ballungsraum und gehört zum St. Francois County.

## Söhne und Töchter der Stadt
- Herbert Asbury (1889–1963), Schriftsteller
- Andrew Conway Ivy (1893–1978), Physiologe
- Jake Arrieta (* 1986), Baseballspieler